# María Silva Cruz
María Silva Cruz, apodada María «La Libertaria» (Casas Viejas, Cádiz, 1915-Laguna de La Janda, Tarifa, 24 de agosto de 1936) fue una joven libertaria y anarquista española. Participó en los denominados Sucesos de Casas Viejas de 1933 y se ha convertido en todo un símbolo de la lucha por la libertad. 

## Biografía
María Silva Cruz nació en Casas Viejas (hoy Benalup-Casas Viejas) en abril de 1915. No obstante, en la actualidad aún encontramos dificultades para poder determinar el día exacto de su nacimiento, ya que se proporcionan diferentes fechas en el archivo de la parroquia de Nuestra Señora del Socorro de la localidad y en el Registro Civil. Hija de María Cruz Jiménez y Juan Silva González, fue la mayor de ocho hermanos, naciendo en el seno de una familia humilde y trabajadora.

### Primeros años y educación
Pasó su infancia y la mayor parte de su adolescencia viviendo con su familia sumergida en un ambiente rural y agrario en la finca «Zapatero». Allí estuvo trabajando la tierra y el carbón, principal sustento de la familia. Además, como complemento a estos ingresos, también trabajó como parte del servicio doméstico de una casa. No obstante, a los pocos años se trasladó con su familia a vivir a una choza a Casas Viejas, lo que supuso un gran cambio en su vida.
Su familia era bien conocida en el pueblo por sus ideas revolucionarias. María Silva Cruz era nieta De Francisco Cruz Gutiérrez "Seisdedos", un conocido anarquista del pueblo perteneciente a la CNT, aunque este no era el único seguidor de este movimiento en la familia. Su abuela materna se encargó de introducirle en estas ideas. Otros miembros de la familia como su padre Juan Silva o sus tíos maternos Francisco y Pedro Cruz también pertenecían al sindicato
Durante los primeros años de su vida viviendo en la sierra, sería su abuela Catalina Jiménez Esquivel la principal encargada de su educación. Sería gracias a las novelas que ella le leía y a su entorno por lo que acabaría empapada de ideas revolucionarias y libertarias. De entre estas novelas destacan los escritos y libros de Federica Montseny, como sus obras La victoria, El hijo de Clara o La indomable dedicados a la figura de la mujer de ideas modernas y a la igualdad de género. A su llegada a Casas Viejas sus únicos conocimientos habían sido aportados por su abuela y por algún que otro profesor que recorría la sierra impartiendo clases. En la escuela no mejoraría en gran medida su educación, ya que esta se centraba en inculcarle a las niñas los valores cristianos y en cómo realizar las tareas domésticas. Fue por tanto dentro de su propio hogar donde se dio principalmente su desarrollo educativo.

### Amor y armonía
La asociación «Amor y armonía» fue un grupo juvenil de carácter libertario y feminista formado en Casas Viejas en torno a 1932. Estaba formado por mujeres y proponía la igualdad de oportunidades culturales y de papeles entre hombres y mujeres. María Silva Cruz formaba parte de este grupo, junto a su hermana Catalina Silva Cruz y otras casaviejeñas, como su amiga Manuela Lago, Ana Cabezas o Francisca Ortega.
La finalidad de esta asociación era reunirse para intercambiar ideas y debatir sobre diversos temas sociales. También funcionaba como un club de lectura, donde las asistentes se intercambiaban libros y conversaban sobre ellos. Esta asociación sobrepasaba lo estrictamente formal, pues la relación entre las componentes iba más allá, puesto que también eran amigas. Se les solía ver paseando juntas portando insignias anarcosindicalistas. De ahí proviene el sobrenombre de María Silva Cruz, «la Libertaria» ya que, un día, mientras paseaba por el centro portando al cuello un pañuelo rojinegro, tuvo un incidente con un guardia civil. Este agente, Manuel García Rodríguez, tomó esto como una provocación y se desencadenaron una serie de hechos que acabaron con María Silva Cruz propinándole una bofetada al agente, a lo que este respondió: «¡Me las pagarás, Libertaria!». Será a partir de este momento cuando se le conozca por este nombre.

### Participación en los Sucesos de Casas Viejas
María Silva Cruz ha pasado en gran parte a la historia por su participación en los denominados Sucesos de Casas Viejas en enero de 1933, de los cuales logró escapar con vida de las Fuerzas de Orden Público. Era bien conocido su afiliación a diversos grupos anarquistas de Casas Viejas, ya que los apoyaba públicamente. Por otro lado, debido a que su familia pertenecía al mundo agrario, vivió en primera persona la ineficacia y lentitud con la que se estaba llevando a cabo la reforma agraria del gobierno de Manuel Azaña, ley que prometía acabar con los latifundios y la desigualdad del campo andaluz. María Silva Cruz se paseó por las principales calles de Casas Viejas el 11 de enero de 1933 con la bandera anarcocomunista al estallar la insurrección anarquista, mostrando su apoyo a la causa y participando de ello.
Al llegar la represión por parte de la autoridad civil, se refugió en la choza de su abuelo junto a ocho personas más. Esta se convertiría en el escenario principal de los sucesos, ya que fue rodeada por los agentes al ser el principal foco de resistencia de los insurrectos. En el devenir de los hechos, la choza caería pasto de las llamas, muriendo todas las personas que había en su interior a excepción de María Silva Cruz y su primo pequeño. Consiguieron escapar de las llamas al huir de la choza protegidos tras una burra, que fue abatida a tiros. Tras estos hechos, se decantó por esconderse en la choza de su abuela paterna.
El día siguiente de la matanza, el 13 de enero, María Silva Cruz se vio obligada a huir junto a su familia a la Torre de Benalup, conjunto en ruinas que se encuentra las afueras de la aldea, ya que las fuerzas de seguridad comenzaron a arrestar varones indiscriminadamente para fusilarlos a modo de reprimenda. No obstante, su padre fue apresado y fusilado antes de la huida. Allí estuvo refugiada durante un par de días antes de volver al pueblo a la choza, esperando que la situación se hubiese calmado. Sin embargo, solo bastaron un par de horas para que la guardia civil se presentase ante la choza de la abuela paterna para detenerla.
María Silva Cruz fue encarcelada en Medina Sidonia, donde fue duramente interrogada por su participación y actuación en los sucesos de Casas Viejas. Sin embargo, ella lo negó todo aludiendo a que todo eran injurias y que los días de los hechos había permanecido junto a su familia. No obstante, el juez contaba con testimonios que la relacionaban directamente con los hechos, por lo que pudo retenerla.
Estando presa conoció a quien sería su futura pareja sentimental, Juan Miguel Pérez Cordón, sindicalista y primer periodista que se hizo eco de los Sucesos. Al ser puesto en libertad, se dedicó a limpiar la imagen y en buscar argumentos que la ayudasen a salir de prisión. Durante todo ese tiempo, María Silva Cruz sufrió un auténtico calvario, siendo maltratada y acosada sexualmente por las autoridades penitenciarias. Gracias a la denuncia de estos hechos y al respaldo popular que estaba recibiendo por los artículos que se estaban escribiendo sobre ella, consiguió salir en libertad.

### Años posteriores y muerte
María Silva Cruz fue detenida horas después de su liberación y trasladada a la Prisión Provincial de Cádiz debido al poco peso que tenían los argumentos que la pusieron en libertad. No obstante, ya por febrero de 1933 no era una presa común, ya que tenía a la mayor parte de la opinión pública del país de su parte, El gobierno, debido a las fuertes críticas que estaba recibiendo por lo acontecido en Casas Viejas, tenía que rebajar la tensión que había en la opinión pública. Mantener a una joven que había perdido a su familia en los hechos y cuya figura se estaba mitificando entre rejas no le ayudaba en absoluto. Así, estuvo presa en Cádiz durante tres semanas y fue puesta en libertad ya que ella lo negaba todo, a pesar de que existiesen pruebas firmes en su contra. No sería hasta después de su puesta en libertad cuando confirmaría su presencia en la choza y su versión de los hechos. Ya por entonces, María Silva Cruz era conocida en toda España, y su figura era usada por todo tipo de literatos y periodistas como Eduardo de Guzmán, Julio Romano Ramón J. Sender o Daniel Plá y Beltrán

María Silva Cruz se trasladó a vivir entonces a Paterna de Rivera junto a Juan Miguel Pérez Cordón, aunque no por mucho tiempo, ya que él comenzaría a trabajar para la redacción de la CNT y se mudaron en agosto a Madrid. Sería en la capital donde vivirían unos meses dentro de un ambiente puramente anarquista y revolucionario, aunque no se conocen muchos detalles de esta etapa de su vida. Estuvo participando activamente para la CNT, llegando a dar un discurso en un mitin celebrado en noviembre de 1933 tras las elecciones generales. Dentro de la Confederación General de Trabajadores, contaba con numerosos apoyos y era tomada como un modelo a seguir. Parte de su discurso fue el siguiente:
«Compañeros y compañeras, pueblo de Madrid que en estos momentos escucha la voz emocionada de una superviviente de la tragedia que conmovió a España y al mundo entero; pueblo que muestra su rebeldía, su ansia de superación y de terminar con todos los traidores, con todos los vagos profesionales que le han esclavizado…»
María Silva Cruz permaneció en Madrid hasta el verano de 1934, momento en el que se trasladaría junto a su pareja de vuelta a Paterna de Rivera para dar a luz a su primer y único hijo en 1935. En esta localidad se encontraba ya toda su familia viviendo, ya que se vieron obligados a huir de Casas Viejas. Sería en Paterna donde retomaría su vida rural junto a su familia y a su pareja.
Al inicio de la guerra civil, con la caída de Paterna en manos de las fuerzas del bando sublevado, María Silva Cruz se refugió en su casa con su familia a la espera de noticias para saber cómo actuar. A pesar de que Juan Miguel Pérez Cordón decidió huir, ella se quedó allí junto a su familia,aunque aquel ya no era un lugar seguro para ellos. Se fue a vivir a la casa de la familia de su pareja hasta que fue detenida el 19 de agosto de 1936 y separada de su hijo. Aunque no hay registros sobre lo que pasó hasta su muerte, se sabe que fue fusilada en la laguna de la Janda el 24 de agosto de 1936. Su muerte se difundió rápidamente por todo el país, trayendo de nuevo a la memoria colectiva los hechos acontecidos años antes en Casas Viejas y lo que representaba la figura de «La Libertaria». Al igual que la de miles de civiles españoles, en la actualidad no se conoce el paradero de los restos de María Silva Cruz. Su hijo logró inscribir su fallecimiento en el Registro Civil en 2010, habiendo figurado hasta entonces como «desaparecida».

## El legado de «La Libertaria»
Aún en vida María Silva Cruz fue una militante política cuestionada por las diferentes categorías sociales subordinadas constituyentes de su figura; mujer, anarco-sindicalista, pobre, trabajadora y joven., A lo largo del devenir de la historia, se la sigue señalando, poniendo en duda la veracidad en la figura de María Silva Cruz como esa joven libertaria y de ideas revolucionarias anarquistas mitificada, reduciéndola a una adolescente que se vio envuelta en una serie de trágicos acontecimientos que le dieron ese papel revolucionario. No obstante, no se puede negar como ya hemos mencionado que su figura sirvió como fuente de inspiración para los artistas y literatos. Siendo esto la evidencia de la contribución de sus actos en vida a la construcción de la memoria política de la lucha por la libertad y la justicia. Por ejemplo,Federica Montseny escribió sobre ella:
«Tal como es, llena de poesía y tragedia, penetra en la inmortalidad. Es la encarnación y el símbolo del martirio de España. Mariana de Pineda representa un momento de la conciencia y de la vida española. María Silva es la voz, la carne sangrante de un pueblo crucificado».
Otro ejemplo lo encontramos en Rosselló Serra, quien en su obra El nuevo Jesús nombra a uno de sus personajes femeninos como «Libertaria»,en honor a María Silva Cruz. Por otro lado, la poetisa Lucía Sánchez Saornil le dedicó todo un romance. Este sería un fragmento:
«Látigos hienden la noche.
-Corazón mío, es el viento…
Y María Silva canta:
«Duerme… nanita… arrapiezo.»
Puños de gigante baten
La puerta del aposento,
Y la noche entra de pronto,
Negra de horror y misterio.
-Ráfagas de fuego arrancan
Desgarrones de silencio-.
¡Ay, María Silva Cruz,
Carne dolida del pueblo!
Rugió brutal el destino.
¡Al fin, María Silva! ¡Fuego! … ¡Ay! María Silva Cruz
(«Libertaria», por tu abuelo)
¡Carne de tu misma carne,

Te vengará el pueblo íbero!»
Aún en la actualidad sigue siendo una referente como defensora de la libertad y como víctima de la Guerra Civil. Se le sigue teniendo en mente, recibiendo numerosos homenajes por la herencia que ha dejado y dando nombre a plazas y calles